# Makalamabedi
Makalamabedi is een dorp in het district Central in Botswana. De plaats telt 1674 inwoners (2011).